# Édouard Droz
Édouard Droz est un professeur de littérature à la faculté des lettres de Besançon, traducteur, critique littéraire, romancier et historien des idées.
Il est l'un des fondateurs de l'université populaire de Besançon. 
En 1887, l’Académie française lui décerne le prix Halphen pour son ouvrage Le Scepticisme de Pascal.
Né en 1855 à Besançon, alors capitale française de l’horlogerie et lui-même fils d’horloger, il intègre l’Ecole Normale supérieure après ses études secondaires, il est reçu à l’agrégation  en 1877.
En 1886, parait "Étude sur le scepticisme de Pascal, considéré dans le livre des "Pensées" ".
En 1891, il publie une traduction de « L’histoire de la Poésie latine jusqu'à la fin de la République latine » de Otto Ribbeck (avec Albert Kontz).
En 1893 il consacre une étude à « La Critique littéraire et la science », étude lue à la séance de rentrée des Facultés et de l'École de médecine et de pharmacie de Besançon.
D’ abord professeur de l‘enseignement secondaire,  il devient maître de conférence à la faculté des lettres de Besançon après avoir soutenu sa thèse.
En décembre 1899 il est partie prenante dans la création de « L’enseignement supérieur pour tous, Université populaire de Besançon ».
C’est un spécialiste du penseur bisontin Pierre-Joseph Proudhon auquel il a consacré un essai en 1909 « P.J Proudhon (1809-1865) ». 
En tant qu’éditeur scientifique, il publie en 1911 les « Lettres inédites à Gustave Chaudey et à divers comtois [des années 1839 à 1864], suivies de quelques fragments inédits de Proudhon et d'une lettre de Gustave Courbet sur la mort de Proudhon».
Il fait paraître en 1905 un roman « Au petit Battant, scènes de la vie populaire en province»  (ouvrage réédité en 1983).
Le catalogue de la Bnf mentionne une « causerie sur le parler bisontin à propos d’un dictionnaire comtois français du  XVIIIe siècle » donnée  par M. Edouard Droz membre résidant en 1920.